# Britten-Norman Islander
Britten-Norman BN-2 Islander er et britiskudviklet let passagerfly / transportfly fra 1960'erne. Det blev oprindeligt bygget af Britten-Norman. Islander er en af de bedst sælgende kommercielle fly produceret i Europa. Selvom flyene er blevet produceret i 1960'erne er over 750 stadig i brug ved civile operatører rundt om i verden i dag. Flyet bliver desuden benyttet af Hjemmeværnet, British Army, Storbritanniens politi og over 30 andre militære organisationer på verdensplan.
Fairey Aviation købte Britten-Norman, hvorefter flyproduktionen blev flyttet til Rumænien og derefter transporteret til Avions Fairey for endelig samling og derefter fløjet til Storbritannien for certificering.
Islander er også kendt for at servicere verdens korteste ruteflyvning, Loganair Flight 353, fra Papa Westray Lufthavn til Westray Lufthavn. Distancen mellem de lufthavne er 2,7 kilometer og den normale transporttid, inklusiv kørsel til og fra gaten er to minutter.

## Design og udvikling
Britten-Norman blev startet i 1953 hvor man ombyggede landbrugsfly. Man byggede også luftpudefartøjer, men denne afdeling blev senere solgt til British Hovercraft Corporation). Islander-designet blev påbegyndt i 1963 og den første prototype BN-2 fløj for første gang 13. juni 1965, og den anden prototype 20. august 1966. Produktionsmodellen blev udstyret med en kraftigere motor end prototypen. Islander er et højvinget cantilever, monoplan med et rektangulært skrog og to motorer hængende under vingerne. Skroget har en konventionel hale. Flyet vil som standard kunne medbringe en pilot og op til ni passagerer.
Den første produktionsmodel fløj den 24. april 1967 og blev certificeret til passagerflyvning i august 1967. Produktionen blev startet ved Britten-Norman fabrikken i Bembridge, på Isle of Wight, men allerede efter et par år kunne fabrikken ikke følge med efterspørgslen på flyet og en indgik derfor en kontrakt med IRMA fra Rumænien som i begyndelsen skulle samle fly fra præfabrikerede dele. Der gik dog ikke lang tid før den rumænske fabrik var det primære produktionssted for Islander-flyet. hvor man producerede over over 500.
En militærversion af Islander, markedsført som Defender og fløj for første gang i 1970. Flyet var udstyret med våbenophæng under vingerne og var tiltænkt rollen som let troppetransportfly og et ildstøttefly.
Den oprindelige anden prototype blev ombygget for at blive en ny og større version af flyet, som der blev døbt Trislander. Firmaet var i begyndelsen af 1970'erne i store finansielle vanskeligheder og gik i slutningen af 1970 i betalingsstandsning. I 1972 blev selskabet købt af Fairey Aviation-Gruppen, hvorefter produktionen af Islander og Trislander-flyene blev flyttet til deres fabrik i (Avions Fairey) i Gosselies, Belgien. Flyene blev dog stadig fløjet til Bembridge til en endelig certificering. Det nye selskab forsøgte at udstyre Turbo Islander med Lycoming LTP101 turboprop motorer, men motorerne var for kraftfulde for flyet og designet blev grundlaget for Turbine Islander (BN-2T) med Allison 250 turboprop motorer. Fairey fik senere også finansielle problemer og måtte gå i betalingsstandsning hvorefter Fairey Britten-Norman blev solgt til schweiziske Pilatus.
En forbedret version BN-2A Islander, fløj første gang i 1969, der var fokus på at forbedre aerodynamikken og flyets avionik såvel som et ændret lastrum.
I 1978 fik en ny forbedret udgave, BN-2B Islander II, debut. Forbedringerne i denne version inkluderede forøget bæreevne og støjreduktion af propellerne. Der blev mulighed for at bestille forskellige tilkøbsmuligheder såsom forøget bagagekapacitet, ekstra brændstoftanke i vingerne og to Allison 250-B17C turboprop motorer. Når sidstnævnte blev installeret var flyets designation BN-2T Turbine Islander.
Defender er en militær variant af Islander, hvor flyets simple konstruktion er en fordel for kunder der ønsker et robust fly. De civile statsaktører og militære organisationer der har købt flyet har haft fokus på mulighederne for overvågnings- og antiterroroperationer. Maritime Defender er et maritimt patruljefly-variant, som er beregnet til search and rescue, patruljeflyvning og fiskeriinspektion.

### Produktion under licens
Andre firmaer under Britten-Norman har produceret flyet under licens.
- Intreprinderea de Reparatii Material Aeronautic (IRMA) fra Rumænien har bygget flyet siden 1969 og det samme har SONACA (Avions Fairey),[6] i Gosselies, Belgien.
- Yderligere 35 er desuden blevet blevet bygget af National Aero Manufacturing Corporation i Filippinerne.

## Varianter
Der er bygget en lang række varianter der tilgodeser større motorer, kabine, brændstoftanke, avionik og aerodynamik.

### Trislander
Et designprojekt der skulle udvikle en version af Islander med en større kapacitet udmøntede i Trislander-flyet, som har en længere krop, modificerede landingshjul og en tredje (halemonteret) motor. Prototypen blev udviklet på skroget fra den anden originale prototype for Islanderflyet. Jumfruflyvningen fandt sted den 11. september 1970.

### Militære varianter
- Britten-Norman BN-2B Defender
  - Militær variant med 2 styk 300 hestekræfters IO-540-K1B5 motorer og våbenstationer under vingerne og andre militære modifikationer.
- Islander AL.Mk 1
  - Kommunikations- og opklaringsfly for British Army; 7 bygget. Benyttet til fotorekognoscering i Nordirland under Operation Banner. Flyene var en del af No. 1 Flight, Army Air Corps og havde base på RAF Aldergrove.[7]
- Islander CC.Mk 2 and CC.Mk 2A
  - Kommunikationsfly i RAF; 3 bygget.[8][9][10]
- Maritime-Defender
  - Maritimt patruljefly

## Brugere
En lang række civile og militære organisationer der benytter flyet.
Blandt andet:
- Flyverhjemmeværnet
- Copenhagen Air Taxi
- Royal Air Force
- British Army

## Specifikationer (BN-2A Islander)
- Besætning: 1 eller 2 piloter
- Passagerkapacitet: op til 9 passagerer
- Længde: 10,86 m
- Vingespænd: 14,94 m
- Højde: 4,18 m
- Vingeareal: 30,2 m²
- Tom vægt: 1.667 kg
- Max takeoff vægt: 2.994 kg
- Motor: Lycoming O-540-E4C5 eller Lycoming IO-540
- Antal propeller: 2
- Motorkraft: 260 hk (195 kW) eller 300 hk hvis der er benzinindsprøjtning
- Tophastighed: 147 knob, 273 km/t
- Marchhastighed: 139 knob, 257 km/t
- Minimal styrefart: 39 knob, 72 km/t
- Stallhastighed: 35 knob, 64 km/t
- Rækkevidde: 756 sømil, 1.400 km
- Maksimal flyvehøjde: 4.024 m
- Stigeevne: 295 m/min
- Lasteevne: 99 kg/m²